# The Furnace
『The Furnace（ザ・ファーネス）』は、2020年のオーストラリアの冒険ドラマ映画で、ロデリック・マッケイが脚本と監督を務めた。
この映画は、1890年代の金鉱ラッシュの最中、西オーストラリアのアウトバックを舞台に、欲望、アイデンティティ、そして多文化主義のテーマを探究している。